# 東金市民歌
- 日本 > 千葉県 > 東金市 > 東金市民歌
- 日本 > 市町村 > 市町村歌 > 千葉県の市町村歌一覧 > 東金市民歌

「東金市民歌」（とうがねしみんか）は、千葉県東金市が制定した市民歌である。作詞・白鳥省吾、作曲・佐藤吉五郎。
本記事では市民歌と同時に制定された「東金音頭」および、市民歌と同じ歌詞で旋律の異なる市民歌行進曲についても解説する。

## 解説
能勢剛市長が在職していた1965年（昭和40年）10月に市制10周年および新市庁舎落成を記念して制定された。歌詞は懸賞募集に拠らず千葉市に居住していた詩人の白鳥省吾に依頼されたもので、日本コロムビアが村田英雄の歌唱を吹き込んだシングル盤（規格品番：PRE-1439）を製造している。
大西玉子の歌唱で同じレコードのB面に収録された市民音頭「東金音頭」も市民歌と同じ白鳥の作詞、佐藤吉五郎の作曲による。

### 市民歌行進曲
東金市の市民歌行進曲は、1984年（昭和59年）10月27日に翌年の市制30周年を記念して制定された行進曲である。歌詞は白鳥が19年前に作詞した「東金市民歌」と同一であるが、旋律は市民歌からのアレンジではなく黛敏郎が新規に作曲している。